# Ксеноглосија
Ксеногласија или ксеноглоси је наводно паранормална појава у којој особа наводно може да говори, пише или разуме страни језик којим иначе не говори.. Термин потиче од старогрчког xenos ( ξένος), „странац“ и glōssa ( γλῶσσα), „језик“. Термин је први употребио француски парапсихолог Шарл Рише 1905. године. Наводи о ксеноглосији налазе се у Новом завету, а савремене тврдње су изнели парапсихолози и истраживачи реинкарнације као што је Ијан Стивенсон. Изражене су сумње да је ксеноглосија стварни феномен и не постоје научно прихватљиви докази који подржавају било који од наводних примера ксеноглосија.
Разликују се две врсте ксеноглосије. Рецитативна ксеноглосија је неразумљива употреба неусвојеног језика, док се респонзивна ксеноглосија односи на способност да се разумљиво користи ненаучени језик као да га особа говори.

## Хришћанство
Овај феномен се помиње у Делима Апостолским, глава 2, када су први ученици Исуса Христа, окупљени, њих сто двадесет, и огњени језици слетели на сваког од њих. Неколико извештаја о чудесним способностима појединих људи да читају, пишу, говоре или разумеју страни језик, као што се помиње у Библији, је навођено у сличним наводима хришћанса у средњем веку. Сличне тврдње изнели су и неки пентекостални теолози 1901.

## Спиритуализам
Тврдње о медијумима који говоре стране језике износили су духовници у 19. веку. Новије тврдње о ксеноглосији потичу од истраживача реинкарнације који су тврдили да су појединци били у стању да се присете језика који су говорили у прошлом животу. Тврди се да се ксеноглосија појављује током егзорцизма.

## Објашњење
Већина случајева рецитативне ксеноглосе тумачи се као примери криптомнезије, где сећања на језик стечена раније у животу поново улазе у свест под одређеним изузетним околностима.